# Блэгг, Мэри Адела
Мэри Адела Блэгг (англ. Mary Adela Blagg, 17 мая 1858 — 14 апреля 1944) — английская женщина-астроном.

## Биография
Мэри Адела Блэгг родилась в городе Чиддле, Стаффордшир, где и прожила всю свою жизнь. Её родителями были адвокат Джон Чарльз Блэгг и Фрэнс Кэролайн Футтит.
Мэри самостоятельно училась математике с помощью учебников брата. В 1875 г. её отправили в школу в Кенсингтоне, где она училась алгебре и немецкому языку. Позднее она работала учителем в воскресной школе и была секретарём отделения Общества дружбы девушек en:Girls' Friendly Society.
В среднем возрасте после посещения университетских курсов повышения квалификации она заинтересовалась астрономией, которую преподавал Дж. А. Хардкастл (J. A. Hardcastle), внук физика и астронома Джона Гершеля. Наставник предложил Мэри работать в направлении селенографии в области разработки единой системы лунной номенклатуры, поскольку до этого времени существовали несколько систем, заметно различавшихся друг от друга.
В 1905 г. Международная ассоциация академий (International Association of Academies, 1899—1913) выбрала её для составления перечня деталей поверхности Луны, включающего их названия на основных лунных картах (многие объекты были известны под разными именами, что представляло проблему). Над этой долгой и кропотливой работой она работала вместе с С. А. Саундером, и их труд был опубликован в 1913 году. Она также работала в области переменных звёзд, а результаты вышли в серии из десяти статей в журнале Monthly Notices of the Royal Astronomical Society.
После выхода ряда её исследовательских работ в 1916 г. её выбрали Королевского астрономического общества — она стала первой женщиной, удостоенной этой чести.
Мэри Блэгг разработала методику Фурье-анализа правила Тициуса — Боде, подробно описанную в книге Майкла Мартина Ньето (Michael Martin Nieto) «The Titius-Bode Law of Planetary Distances».
С 1920 г. Мэри Блэгг стала членом Лунной комиссии Международного астрономического союза и продолжила деятельность по стандартизации названий лунных объектов. Она работала совместно с астрономом Карлом Мюллером (1866—1942), в честь которого впоследствии был назван один из лунных кратеров. Их труд был опубликован в двухтомнике Named Lunar Formations, и установленная в нём номенклатура была утверждена Международным астрономическим союзом.
Помимо астрономии Мэри Блэгг увлекалась шахматами. Её именем назван кратер в центральной части видимой стороны Луны.